# Pallenopsis verrucosa
Pallenopsis verrucosa is een zeespin uit de familie Pallenopsidae. De soort behoort tot het geslacht Pallenopsis. Pallenopsis verrucosa werd in 1953 voor het eerst wetenschappelijk beschreven door Stock. 